# Big League Chew

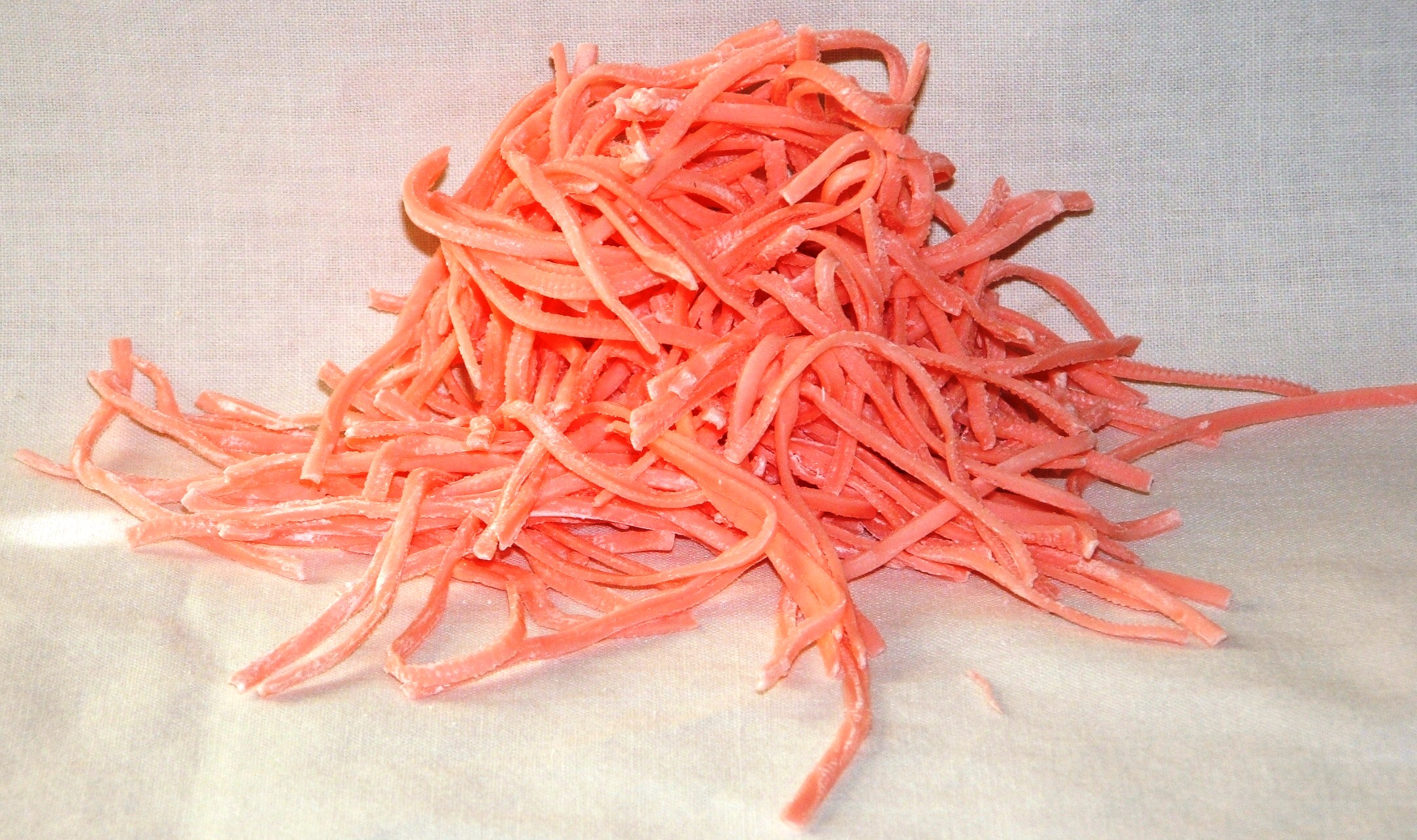
Gomme à mâcher Big League Chew hors de son emballage.

Big League Chew est une marque de gomme à mâcher produite, à l'origine, par la compagnie Wrigley, et depuis 2010 par Ford Gum & Machine Company (en). Elle a été créée en 1980 aux États-Unis et se distingue par son apparence : elle imite l'aspect du tabac à mâcher populaire chez les joueurs de baseball.

## Produit
Le produit est imaginé en 1977 par Rob Nelson, un lanceur de baseball jouant pour les Mavericks de Portland, un club indépendant,. Inspiré par ses héros d'enfance qui chiquaient du tabac sur le terrain, mais lui-même dégoûté par le tabac à mâcher, il partage son idée avec Jim Bouton, joueur de la Ligue majeure de baseball et auteur du livre Ball Four. Bouton confectionne une blague à tabac et Nelson cuisine dans une poêle la gomme qu'il tranche ensuite en lanières. Le produit est présenté à Amurol Products, une compagnie en Illinois affiliée à Wrigley, qui le commercialise à partir de 1980. Le succès de Big League Chew (littéralement : « chique des grandes ligues ») est rapide : il s'en vend pour 18 millions de dollars la première année, et il demeure populaire 30 ans plus tard. 
Deux ans après l'achat en 2008 de la Wrigley par le groupe agroalimentaire Mars, le créateur Robert Nelson, craignant d'être lésé au sein du nouveau conglomérat, confie la production de Big League Chew à Ford Gum, entreprise d'Akron dans l'État de New York. Présenté comme alternative au tabac, Big League Chew s'attire aussi des critiques, justement pour sa ressemblance avec le produit qu'elle émule.
En août 2014 aux États-Unis, 721 personnes soufflent une bulle de Big League Chew simultanément pour établir un record Guinness lors du premier jour des Cal Ripken World Series, un tournoi de baseball pour les jeunes dans le Maryland.